# Kęstutis

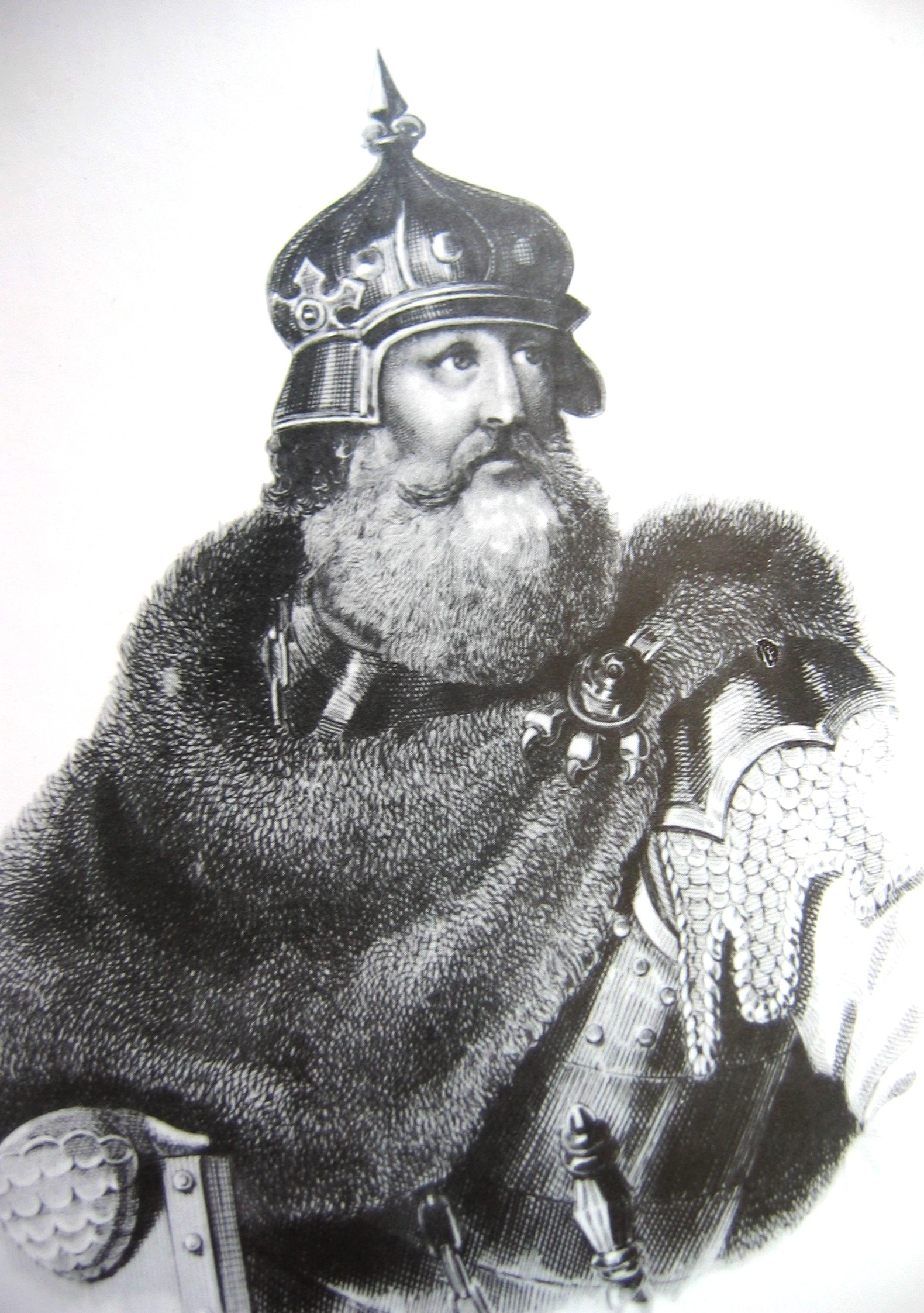
Retrato imaginario de Kęstutis.

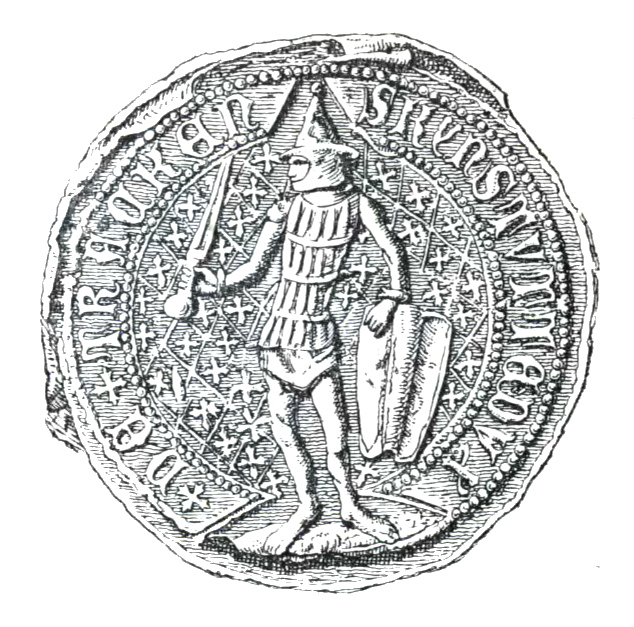
Sello de Kęstutis de 1379.

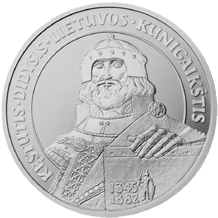
Litas conmemorativa dedicada a Kęstutis.

Kęstutis o Keystut (en latín: Kinstut, en bielorruso: Кейстут; pronunciación lituana:|kæsˈtuːtɪs|; circa 1297- Kreva, 3/15 de agosto de 1382) fue Duque de Trakai y Gran Duque de Lituania de 1342 a 1382, juntamente con su hermano Algirdas (hasta 1377), y con su sobrino Jogaila hasta 1381. Gobernaba sobre los lituanos y los rutenos. El nombre Kęstutis se deriva de la antigua forma del nombre Kęstas, apócope de nombres lituanos como Kęstaras, Kęstautas (donde Kęs-ti significa "adaptarse"). Fuentes históricas escritas reflejan diferentes pronunciaciones lituanas.

## Juventud y división de poder
Kęstutis era hijo del gran duque Gediminas. Su hermano pequeño, Jaunutis, sucedió a su padre como Gran Duque de Lituania. Juntamente con su hermano Algirdas, Kęstutis conspiró con éxito para destronar a Jaunutis. Dividieron sus posesiones en dos esferas de influencia, la oriental y la occidental. El ducado de Trakai fue establecido en 1337 a resultas de esta división, en la zona occidental. Kęstutis organizó la defensa de la Lituania occidental y Samogitia contra los Caballeros Teutónicos, organizando a su vez campañas de saqueo contra los mismos.

## Cogobernante de Lituania
En su lucha en las fronteras occidentales del Gran Ducado de Lituania, Kęstutis utilizó medios tanto diplomáticos como militares. En 1349, para evitar nuevas luchas con la Orden Teutónica, inició negociaciones con el papa Clemente VI para la cristianización de Lituania, recibiendo la promesa de la corona real para él y sus hijos. Algirdas voluntariamente permaneció al margen del asunto, ya que estaba ocupado con la implementación del orden en la parte rutena del Estado. El intermediario en las negociaciones, el rey polaco Casimiro III, realizó un asalto inesperado contra Volinia y Brest en octubre de 1349 que estropeó el plan de Kęstutis. Durante la guerra polaco-lituana por Volinia, el rey Luis I de Hungría hizo un acuerdo de paz con Kęstutis el 15 de agosto de 1351 por el cual este se obligaba a aceptar el cristianismo y dar apoyo al Reino de Hungría, a cambio de la corona real. El acuerdo fue aprobado con un ritual pagano por parte de Kęstutis para convencer al otro bando. De hecho, Kęstutis no tenía intenciones de cumplir el acuerdo y huyó en su viaje a Buda.

## Guerra civil y muerte
Algirdas murió en 1377 y dejó el trono a Jogaila, el hijo mayor de su segundo matrimonio con Uliana de Tver. Kęstutis y su hijo Vitautas reconocieron la autoridad de Jogaila cuando su derecho a la herencia fue disputado por Andréi de Pólotsk, el hijo mayor del primer matrimonio con María de Vítebsk. Los Caballeros Teutónicos continuaron su cruzada contra la pagana Lituania y tanto Jogaila como Kęstutis buscaron la oportunidad de obtener una tregua. El 29 de septiembre de 1379, se firmó una tregua por diez años en Trakai. Fue el último tratado que Kęstutis y Jogaila firmaron juntos. En febrero de 1380, Jogaila, sin Kęstutis, firmó una tregua con la Orden Livona para proteger sus dominios lituanos y Pólotsk.
El 31 de mayo de 1380, Jogaila y el Gran Maestre Winrich von Kniprode firmaron secretamente el Tratado de Dovydiškės. Basándose en los términos del acuerdo, Jogaila acordó no intervenir si los Caballeros Teutónicos luchaban contra Kęstutis o sus hijos. Sin embargo, sí tenía que brindar ayuda para evitar las sospechas, lo cual no supondría una violación del tratado. Los motivos para la celebración del tratado no resultan claras. Algunos historiadores culpan a Uliana, la madre de Jogaila, o a su consejero Vaidila, otros hablan de diferencias generacionales: Kęstutis tenía unos ochenta años y estaba determinado a no aceptar el cristianismo, mientras que Jogaila tenía unos treinta y quería convertir y modernizar el país. Existen otras teorías que afirman que el tratado estaba dirigido en realidad contra Andréi y sus aliados, su hermano Dmitri de Briansk y el Gran Duque de Moscú, Dmitri Donskói. Jogaila habría asegurado su frente occidental y se había aliado con la Horda de Oro contra el Gran Ducado de Moscú para la batalla de Kulikovo.
Sin violar el tratado de Dovydiškės, los Caballeros Teutónicos saquearon el ducado de Trakai y Samogitia dos veces. En agosto de 1381, el komtur de Osterode informó a Kęstutis sobre el tratado secreto. Ese mismo mes Kęstutis se aprovechó de la rebelión de Pólotsk contra Skirgaila. Jogaila estaba fuera para sofocar la rebelión y con su ausencia brindaba una buena oportunidad para capturar Vilna, capital del Gran Ducado. Kęstutis se convirtió en Gran Duque y Jogaila fue hecho prisionero en el camino de regreso a Vilna. Jogaila le juró fidelidad a Kęstutis y fue liberado. Recibió su patrimonio, Kreva y Vítebsk. Kęstutis reanudó la guerra con los Caballeros Teutónicos: su ejército saqueó Warmia e intentó capturar Georgenburg (Jurbarkas).

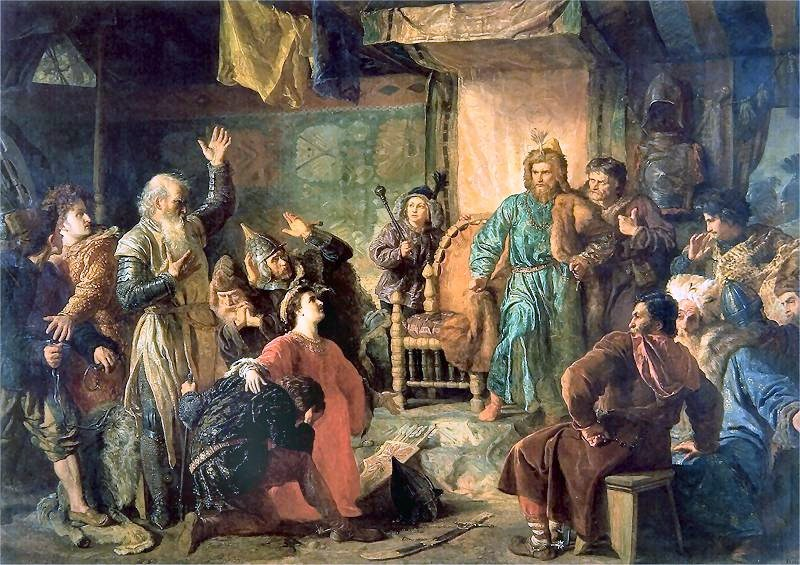
Vitautas y Kęstutis encarcelados por Jogaila. Pintura de Wojciech erson.

El 12 de junio de 1382, mientras Kęstutis estaba fuera para luchar contra Dmitri Korybut de Nóvhorod-Síverski y Vitautas estaba en Trakai, los ciudadanos de Vilna, encabezados por el comerciante Hanul, le abrieron las puertas de la ciudad al ejército de Jogaila. Los mercaderes estaban descontentos con la política de Kęstutis, ya que dañaba la economía, especialmente el comercio con Livonia. Jogaila recuperó el trono y se alió con los Caballeros Teutónicos. Mientras tanto, Kęstutis reunía a sus partidarios en Samogitia, su hijo Vitautas buscaba soldados en Hrodna y su hermano Liubartas reclutaba en Galitzia y Volinia. En agosto de 1382 se encontraron ambos ejércitos, pero la batalla nunca tuvo lugar, ya que ambos bandos acordaron negociar. Cuando Kęstutis y Vitautas llegaron al campamento de Jogaila, fueron arrestados y encarcelados en el Castillo de Kreva. Su ejército se dispersó. El 15 de agosto, cinco días después de haber sido encarcelados, Kęstutis fue encontrado muerto por Skirgaila. Jogaila proclamó que se había colgado, pero pocos le creyeron. Jogaila organizó un gran funeral pagano para Kęstutis: su cuerpo fue quemado con caballos, armas y otros tesoros en Vilna. Vitautas consiguió escapar y continuó luchando contra Jogaila hasta que fue proclamado duque en 1392.